# Sri Maya Sari
Sri Maya Sari (* 24. April 1994) ist eine indonesische Sprinterin, die sich auf die 400-Meter-Distanz spezialisiert hat und über diese Distanz Inhaberin des indonesischen Landesrekordes ist.

## Sportliche Laufbahn
Erste internationale Erfahrungen sammelte Sri Maya Sari bei den Asienmeisterschaften 2015 in Wuhan, bei denen sie im 400-Meter-Lauf in 56,28 s im Finale den achten Platz belegte. 2018 nahm sie an den Asienspielen im heimischen Jakarta teil, schied dort im Einzelbewerb mit 56,47 s in der ersten Runde aus und wurde mit der indonesischen 4-mal-400-Meter-Staffel disqualifiziert. 2019 belegte sie bei den Südostasienspielen in Capas in 56,71 s den sechsten Platz und erreichte mit der Staffel in 3:45,01 min Rang vier. 2021 steigerte sie den indonesischen Landesrekord über 400 Meter auf 53,22 s und im Jahr darauf gewann sie bei den Südostasienspielen in Hanoi in 55,06 s die Bronzemedaille hinter der Vietnamesin Nguyễn Thị Huyền und Benny Nontanam aus Thailand, nachdem die ursprüngliche Bronzemedaillengewinnerin wegen eines Dopingverstoßes disqualifiziert worden war. Anschließend belegte sie bei den Islamic Solidarity Games in Konya in 54,67 s den vierten Platz. 2023 gewann sie bei den Hallenasienmeisterschaften in Astana in 54,88 s die Bronzemedaille hinter der Kasachin Elina Michina und Nguyễn Thị Huyền aus Vietnam.
Sari absolvierte ein Studium der Sportwissenschaften an der Palembang Indonesian Teachers Association University.

## Persönliche Bestleistungen
- 200 Meter: 24,08 s (+0,4 m/s), 11. Oktober 2021 in Timika
- 400 Meter: 53,22 s, 12. Oktober 2021 in Timika (indonesischer Rekord)
  - 400 Meter (Halle): 54,88 s, 11. Februar 2023 in Astana